# لطفي المرايحي
محمد لطفي المرايحي (حيدرة، 16 نوفمبر 1959- ) هو سياسي وكاتب وطبيب تونسي يشغل منصب الأمين العام لحزب الاتحاد الشعبي الجمهوري. وأحد المترشحين للإنتخابات الرئاسية التونسية المبكرة 2019.
منعه القضاء التونسي في 19 يوليو 2024 من الترشح للرئاسة مدى الحياة بتهمة "تقديم عطايا نقدية قصد التأثير على الناخب" خلال الانتخابات الرئاسية 2019.

## النشأة والمسيرة
ولد بحيدرة في ولاية القصرين ثم نزح بعمر السنة إلى الوردية في تونس العاصمة ودرس الطب بكلية الطب بتونس وتخرج طبيبا في الأمراض الصدرية والرئوية والحساسية. أسس في 2011 حزب الاتحاد الشعبي الجمهوري وأصبح أمينه العام. شارك في انتخابات المجلس الوطني التأسيسي في 2011 عن دائرة القصرين وحصل على 1.75% من الأصوات.
أصبح رئيسا لجمعية بوقطفة الرياضية في 1985 و1986 حيث فازت بكأس تونس للكبريات في 1985. وعمل أمينا عاما جهويا لنقابة أطباء الممارسة الحرة لفرع تونس في 1992 وأصبح أمينا عاما مساعدا للنقابة الوطنية لأطباء الممارسة الحرة في 1996.

## الترشح للانتخابات الرئاسية المبكرة 2019
أعلن لطفي المرايحي عن ترشحه للانتخابات الرئاسية 2019 في أفريل 2019 خلال حفلة موسيقى راقية في المسرح البلدي بتونس وقد قدم في نفس المكان كتابه «تونس التي في خاطري». وقد جمع التزكيات الشعبية اللازمة لقبول الترشح والتي تبلغ 10.000 صوت. وقد حل السابع في ترتيب الأصوات بنسبة بلغت 6.56% حيث حصل على 190 221 صوت وبلغت أكثر نسبة تصويت تحصل عليها 45.94% وكانت في ولاية القصرين مسقط رأسه.
في الثامن من أغسطس 2023، أحالت النيابة العامة المرايحي إلى المحكمة الابتدائية بتونس بتهمة الإساءة إلى قيس سعيد. ونشر المرايحي عديدا من المقاطع المصورة على حسابه في موقع فيسبوك ينتقد فيها تدهور الأوضاع في تونس عقب التدابير الاستثنائية التي اتخذها قيس سعيد يوم إنقلابه في 25 يوليو 2021.

## النشاط الموسيقي
أسس لطفي المرايحي جمعية الإبداع الموسيقي التي ترأسها من 2005 إلى 2010 ويدير مهرجان الموسيقى الروحية ومهرجان الإنشاد الديني ومهرجان الموسيقى الآلاتية. أنتج وقدم برامج إذاعية ثقافية من 2000 إلى 2004 بكل من الإذاعة الوطنية وإذاعة الشباب، إهتم في برامجه بالتراث الموسيقي العربي الكلاسيكي وبالفكر الصوفي.
 رأس لجنة تحكيم مهرجان الموسيقى التونسية في 2007.

## الحياة الشخصية
هو متزوج منذ 1986 من نورة عميرة التي تعرف عليها أثناء دراستهما بكلية الطب بتونس وله إبنان.

## إصابته بفيروس كورونا
أكد لطفي المرايحي يوم الخميس 19 مارس 2020 في تدوينة على صفحته الرسمية على الفيسبوك أنه أصيب مع عدد من قيادات حزبه بفيروس كورونا المستجد.
كما أكد عضو المكتب السياسي لحزب الاتحاد الشعبي الجمهوري معز عميرة، في تصريح لموزاييك أف أم، إصابة رئيس الحزب لطفي المرايحي  و 3 من المنتمين إلى الاتحاد الشعبي الجمهوري بفيروس الكورونا. وأوضح في تصريحه لموزاييك أن المصابين دخلوا في الحجر الصحي ووضعهم الصحي مستقر. ورجح في التصريح ذاته أن العدوى قد تكون ناتجة من جراء تواصلهم مع أجنبي في الأسبوع الماضي.

## أعماله
- لماذا؟ هذه حالنا، دار ميسكلياني للنشر، تونس، 2025
- حديث في السياسة، منشورات سوتيميديا، تونس، 2022
- تونس التي في خاطري، 2019 (بالفرنسية)
- الهوية العربية: فجوة الأدلجة والواقع، الأطلسية للنشر، 2011
- الموسيقى العربية... إلى أين؟، دار الفارابي، بيروت
- الفرد الغائب في مشروع التحديث، دار الفارابي، بيروت، 2006
- الإنشاد الديني في العالم الإسلامي، الأطلسية للنشر، 2004
- الشيخ أمين حسنين سالم وعصر من الطرب، 2003
- أحلى الكلام في مدح الباري وسيّد الأنام، 2002
- يوسف صاحب الطابع (رواية بالفرنسية)
- علي بن غذاهم باي الأمة، 1999 (رواية بالفرنسية)

## وصلات خارجية
- الموقع الرسمي لحملته الانتخابية الرئاسية في 2019
- الموقع الرسمي للاتحاد الشعبي الجمهوري
- لطفي المرايحي في موقع نيل وفرات
- حوار محمد لطفي المرايحي في الصريح 8 مارس 2011
- حوار لطفي المرايحي مع موقع توانسة 8 سبتمبر 2011
- حوار لطفي المرايحي مع موقع مغاربية 17 سبتمبر 2009